# Svjetliča
Svjetliča (szerbül: Свјетлича), település Bosznia-Hercegovinában, a Szerb Köztársaság északi régiójában Doboj községben. 

## Fekvése
A település Bosznia-Hercegovina északi részén, Dobojtól légvonalban 2, közúton 3 km-re északkeletre, Dobojjal átellenben, a Boszna-folyó jobb partján, a Spreča-folyó torkolatánál, 225-270 méteres magasságban található.

## Népessége
| Nemzetiségi csoport | Népesség 1991 | Népesség 2013 |
| ------------------- | ------------- | ------------- |
| Szerb               | 91            | 60            |
| Bosnyák             | 777           | 561           |
| Horvát              | 9             | 8             |
| Jugoszláv           | 17            | 0             |
| Egyéb               | 19            | 7             |
| Összesen            | 906           | 629           |

## Története
A település 1878-ig tartozott az Oszmán Birodalomhoz, ekkor a berlini kongresszus határozata alapján az Osztrák-Magyar Monarchia része lett. 1879-ben az első osztrák-magyar népszámlálás során a Gračanicai járáshoz tartozó településnek 11 háztartása és 69 muszlim lakosa volt. 1910-ben a Gračanicai járáshoz tartozó településen 21 háztartást, 100 muszlim és 12 ortodox lakost találtak. A monarchia szétesésével 1918-ban előbb a Szerb-Horvát-Szlovén Királyság, majd 1929-től a Jugoszláv Királyság része lett. Az 1929-es törvény értelmében, amikor Bosznia-Hercegovinát négy banovinára, Drinskára, Vrbaskára, Zetskára és Primorskára osztották, a település a Vrbaska banovina része lett, amelynek székhelye Banja Luka volt.
A második világháborúban Jugoszlávia megszállása után a Független Horvát Állam (NDH) része lett. A második világháború után 1992-ig a település a szocialista Jugoszlávia keretében a Bosznia-Hercegovinai Népköztársaság része volt. A boszniai háborút lezáró daytoni békeszerződés rendelkezése alapján az ország területét felosztották a Bosznia-hercegovinai Föderáció és a boszniai Szerb Köztársaság között.  A békeszerződés utáni területmegosztási megállapodás értelmében a Boszniai Szerb Köztársasághoz és Doboj községhez került. 

## Nevezetességei
A svjetličai mecsetet 1990. június 21-én építették és nyitották meg. A boszniai háború során lerombolták. Az újjáépített mecstet hivatalosan 2015. augusztus 2-án nyitották meg.